# Stéphanie Leclerc
Stéphanie Leclerc est une autrice jeunesse française.

## Biographie

### Carrière littéraire
En 2014, Stéphanie Leclerc écrit une pièce de théâtre, Le Parasol de Robinson, publiée à L’École des Loisirs.
En 2017, elle publie Ces rêves étranges qui traversent mes nuits. 
Son troisième roman, Grand-Passage, est l'un des cinq titres en lice pour le Prix RTS Littérature Ados 2024,. Il remporte en outre la Pépite fiction ados au Salon du livre de Montreuil 2022. Le livre raconte l'histoire de Lauris, 14 ans, qui vit au bord de l'autoroute, où sa mère travaille, et perçoit des phénomènes paranormaux autour de lui depuis son enfance. Un jour, le corps de son amie Lalie est retrouvé près de l'autoroute. 

### Vie privée
Stéphanie Leclerc vit dans l’Hérault,.

## Œuvre

### Romans
- Grand-Passage, Syros, 2022
- Ces rêves étranges qui traversent mes nuits, L’École des Loisirs, 2016
- Je m’appelle Bérénice, L'École des loisirs, 2015

### Pièces de théâtre
- Le Parasol de Robinson, L’École des Loisirs, 2014